# Massa FM Vitória
Massa FM Vitória é uma estação de rádio brasileira concessionada em Vila Velha, porém sediada em Vitória, respectivamente cidade e capital do estado do Espírito Santo. Opera no dial FM 91,9 MHz e é afiliada à Massa FM, sendo pertencente à Rede SIM, grupo que controla outras afiliadas da Massa FM no estado, além da regional BandNews FM Espírito Santo, SIM FM, Musical FM, a Record News Espírito Santo, e a TV SIM, afiliada do SBT.,

## História
A Rádio SIM de Vila Velha teve sua concessão de funcionamento assinada em 23 de fevereiro de 2010, começando a operar ainda no mesmo ano. Iniciativa do empresário Rui Baromeu, a emissora integrou a rede de rádios que operava no AM, paralelo à SIM FM. A programação era popular, sendo basicamente musical, além de cobrir transmissões esportivas.
Em outubro de 2017, a emissora migra para o FM, na frequência 91.9 MHz, transmitindo a SIM FM simultaneamente com a 100.9 MHz. Em janeiro de 2018, inicia expectativa para a estreia como Transamérica Pop, anunciando também uma parceria da Rede SIM com a Rede Transamérica para o lançamento de outras afiliadas no estado (portadoras Pop e Hits). A nova emissora marcaria um retorno da Transamérica Pop na região (ausente desde 2004), que já operou na frequência 100.1 MHz, que hoje atua como Jovem Pan FM.
A Transamérica Pop Vitória foi inaugurada oficialmente em 14 de março de 2018, durante a abertura do programa 2 em 1. Na noite do mesmo dia, foi realizada uma festa de lançamento que contou com a presença do governador do Espírito Santo, Paulo Hartung, deputados, vereadores, secretários de Estado e empresários. Em setembro de 2019, a emissora oficializa inclusão a nova Rede Transamérica, junto com as emissoras instaladas em São Mateus, Guarapari, Linhares e São Gabriel da Palha (as 3 últimas que estavam com a portadora Hits).